# 張孝傑
张孝杰（？—11世纪1085年至1094年间）建州永霸县人，辽国汉族官员。

## 生平
家贫，好学。重熙二十四年（1055年），获进士第一名。清宁年间， 累迁枢密直学士。咸雍初年，因奏事错误，被贬出京为惠州刺史。不久受召复旧职，兼任知户部司事。咸雍三年（1067年），任参知政事，枢密院知事，工部侍郎。咸雍八年（1072年），封陈国公。辽道宗认为张孝杰勤劳肯干，多次问他国事，封为北府宰相。在汉人中贵幸无比。大康元年（1075年），赐国姓耶律姓。第二年秋猎， 辽道宗一日射鹿三十只，大宴随从官员。酒酣，辽道宗下命令作赋《云上于天诗》，诏令张孝杰坐御榻旁。皇上背诵《黍离》诗：“知我者谓我心忧，不知我者谓我何求。”张孝杰奏曰：“今天下太平，陛下何忧？富有四海，陛下何求？”皇帝大悦。大康三年（1077年），群臣陪辽道宗宴会，皇上说：“先帝用仁先、化葛，以贤智也。朕有孝杰、乙辛，不在仁先、化葛下，诚为得人。” （先帝用耶律仁先、耶律化葛，因他们贤明有智慧。朕有张孝杰、耶律乙辛，不在耶律仁先、耶律化葛之下，真是得人才啊。）欢乐畅饮至夜晚，才停止。 这年夏天，耶律乙辛污蔑皇太子耶律濬，张孝杰一起参与。耶律乙辛受诏书追查皇太子党羽，诬害忠良，用了很多张孝杰的阴谋。1079年，耶律乙辛推荐张孝杰忠于社稷，辽道宗说张孝杰可比狄仁杰，赐名仁杰，允许他放海东青鹘。
大康六年（1080年），耶律乙辛被贬，辽道宗也悟出张孝杰奸佞，不久让他出京任武定军节度使。因私贩广济湖盐和擅改诏旨，削去爵位，贬到安肃州，几年后才归来。大安年间，死于故乡。乾统初年，剖棺戮尸，家族财产被没收分赐臣下。 
张孝杰长时间担任宰相，贪货无厌，在与亲戚聚会饮酒时，曾说：“无百万两黄金，不足为宰相家。”早年，张孝杰进士及第，在佛寺参拜，忽然阵风吹走张孝杰的幞头，与佛塔一样齐，幞头坠地而碎。 有老僧说：“此人必骤贵，然亦不得其死。”（此人必然骤然富贵，然而也不得好死）最终像老僧说的一样。